# McLaren F1
Denna artikel handlar om supersportbilen McLaren F1, för F1-stallet se McLaren.
McLaren F1 är en supersportbil tillverkad av McLaren Cars (numera McLaren Automotive) mellan 1993 och 1998.

## McLaren F1

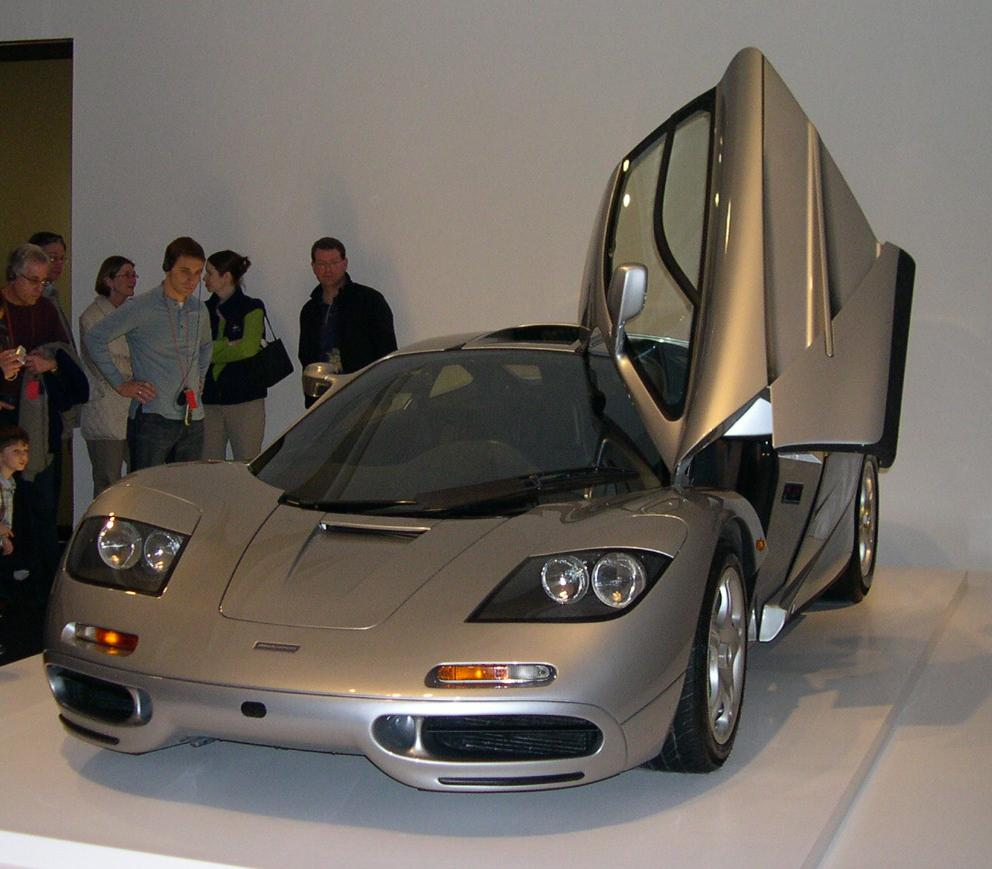
McLaren F1

McLarens formel 1-stall hade varit mycket framgångsrika under åttiotalet. Sporrade av succén inom formel 1 och efterfrågan på superbilar under det glada 1980-talet beslutade man sig för att ta fram den ultimata sportbilen. Projektet leddes av chefskonstruktören Gordon Murray och McLaren planerade att sälja 300 bilar. McLaren byggde en helt ny fabrik för att producera sin nya bil, som presenterades i samband med Monacos Grand Prix 1992.

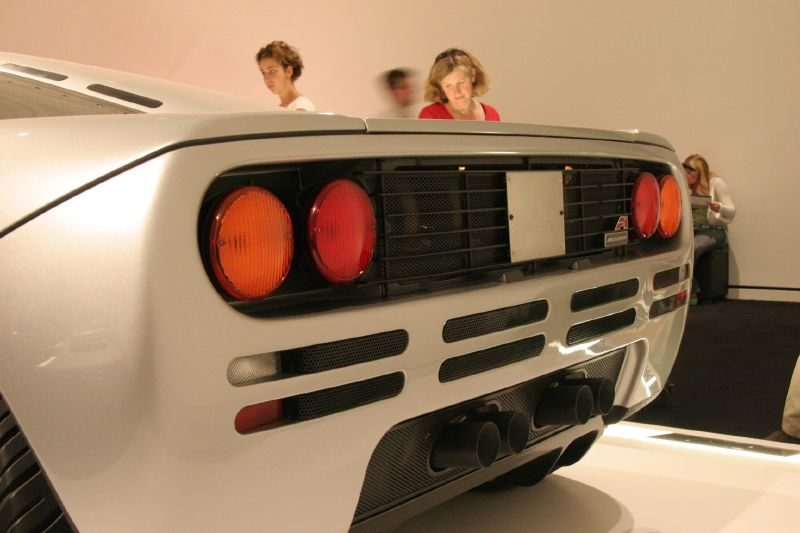
Baksidan av en McLaren F1

Bilen hade en mittmonterad tolvcylindrig sugmotor på drygt sex liter. Den byggdes av BMW:s M-avdelning enligt McLarens specifikationer och hade ingenting gemensamt med BMW:s samtida V12-motor. För att hålla nere vikten byggdes både chassi och kaross till stora delar av kolfiber. Viktadderande förarhjälpmedel som servostyrning, ABS-bromsar och fyrhjulsdrift ratades också. Karossen saknade de vingar som annars var typiska för konkurrenterna. För att skapa tillräckligt marktryck i höga hastigheter användes fläktar i bilens akter, ett system som liknade det Murray använt på den Brabham som vann Sveriges Grand Prix 1978. Bilen hade en mycket ovanlig tresitsig sittbrunn med föraren placerad i mitten, precis som i en formelbil. De två passagerarna satt på vardera sidan om och något bakom föraren. Den första seriebyggda bilen levererades i början av 1994, till ett pris av 640 000 GBP.
Efter en första serie om 69 bilar kom den vidareutvecklade McLaren F1 GT 1997. Bilen hade fått en kraftigt modifierad kaross, med längre front och akter och byggdes i 3 exemplar för att homologera GTR-versionen till säsongen 1997. 1998 satte Andy Wallace hastighetsrekordet för produktionsbilar, med 386,5 km/h i en F1:a. Rekordet stod sig fram till 2005, då det slogs av en Koenigsegg CCR.

## McLaren F1 LM
Efter segern i Le Mans 24-timmars 1995 tog McLaren fram en specialversion kallad McLaren F1 LM. Det var en landsvägsversion av GTR-bilen, med bromsskivor av stål och något mjukare fjädring. Utan restriktor gav motorn 680 hk. LM-versionen byggdes bara i sex exemplar, de flesta lackade i samma orange kulör som McLarens Can Am-bilar.

## McLaren F1 GTR

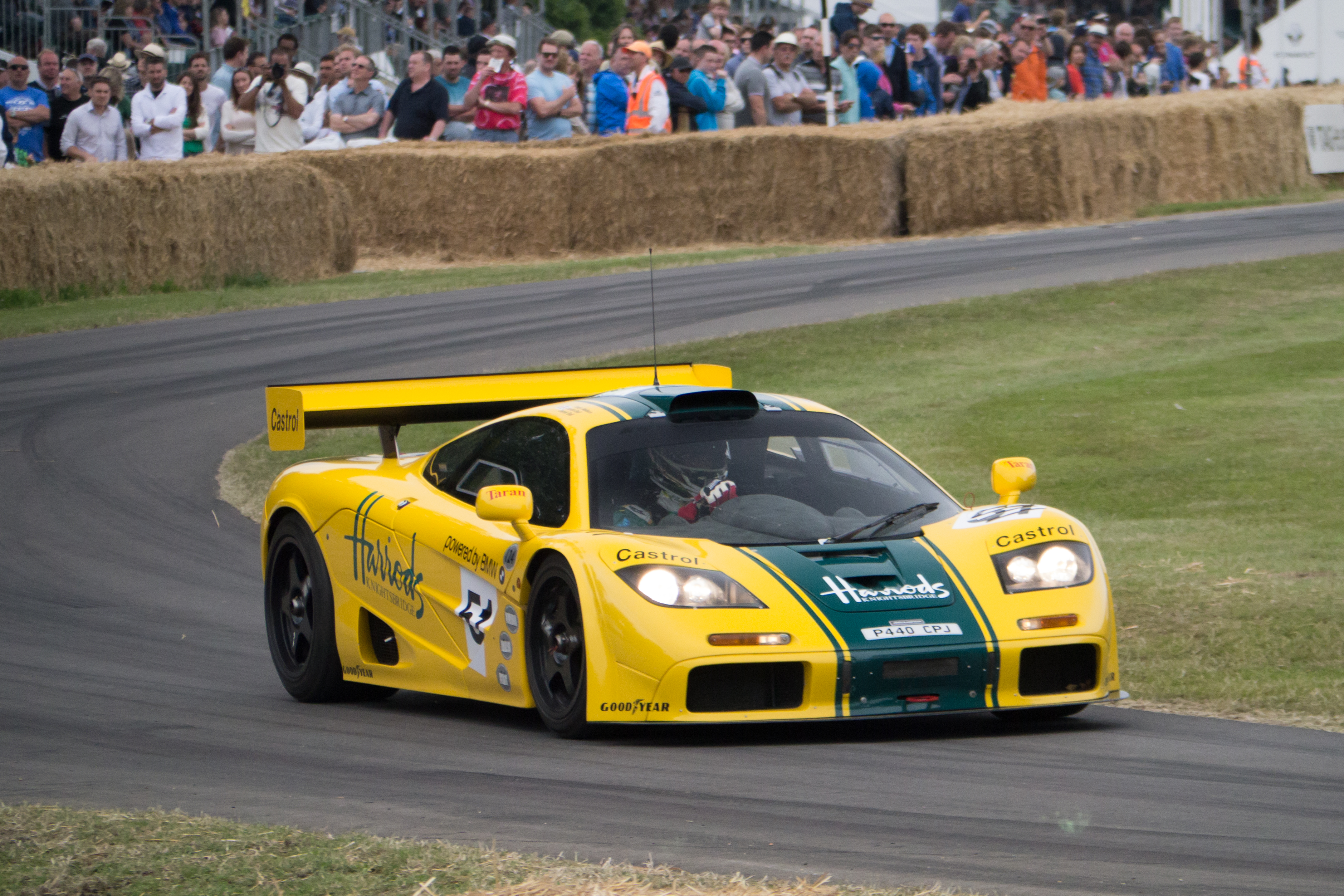
McLaren F1 GTR 1995

McLaren F1 introducerades just som sportvagns-VM kollapsat och internationella tävlingar med sportvagnsprototyper hade i praktiken upphört. Istället kom sportvagnsracingen att domineras av GT-vagnar och McLaren tog fram en GTR-version avsedd för GT1-klassen i racingserier som Brittiska GT-mästerskapet (BRDC), japanska JGTC och BPR Global GT Series (BPR).
Modifieringarna för att bygga en tävlingsbil var inte särskilt omfattande. Markfrigången sänktes, fjädringen styvades upp och keramiska bromsar och en fast vinge baktill monterades. Inredningen rensades på allt onödigt och GTR-versionen var 100 kg lättare än landsvägsvagnen. Enligt reglementet försågs motorn med en restriktor i insugsröret, vilket betydde att toppeffekten stannade på 600 hk, lägre än hos landsvägsvagnen. Bilen debuterade till säsongen 1995. Till 1996 pressades vikten ytterligare några kilon.
1997 efterträddes BPR av FIA GT. FIA öppnade nu GT1-klassen för specialbyggda tävlingsbilar som Mercedes-Benz CLK GTR och Porsche 911 GT1. McLaren tvingades därför ta till omfattande modifieringar för att förbli konkurrenskraftiga. Karossens aerodynamik förbättrades, bilen fick en sekventiell växellåda byggd enbart för racing och vikten sänktes ytterligare till 915 kg.
Efter racingkarriären har vissa GTR-bilar blivit konverterade för vägbruk.

## Tekniska data
| McLaren F1:                | F1                                                                    | F1 LM                                                                 | F1 GTR '95                                                            | F1 GTR '97                                                            |
| -------------------------- | --------------------------------------------------------------------- | --------------------------------------------------------------------- | --------------------------------------------------------------------- | --------------------------------------------------------------------- |
| Motor:                     | Mittmonterad 12-cylindrig 60° V-motor                                 | Mittmonterad 12-cylindrig 60° V-motor                                 | Mittmonterad 12-cylindrig 60° V-motor                                 | Mittmonterad 12-cylindrig 60° V-motor                                 |
| Cylindervolym:             | 6064 cm³                                                              | 6064 cm³                                                              | 6064 cm³                                                              | 5990 cm³                                                              |
| Borrning x slaglängd:      | 86,0 x 87,0 mm                                                        | 86,0 x 87,0 mm                                                        | 86,0 x 87,0 mm                                                        | 86,0 x 85,9 mm                                                        |
| Max effekt:                | 627 hk vid 7 500 v/min                                                | 680 hk vid 7 800 v/min                                                | 600 hk vid 7 500 v/min                                                | 600 hk vid 7 500 v/min                                                |
| Max vridmoment:            | 617 Nm vid 4 000 v/min                                                | 705 Nm vid 4 500 v/min                                                | 651 Nm vid 5 600 v/min                                                | 651 Nm vid 5 600 v/min                                                |
| Kompression:               | 10,5 : 1                                                              | 11,0 : 1                                                              | 11,0 : 1                                                              | 11,0 : 1                                                              |
| Ventilstyrning:            | Dubbla överliggande kamaxlar per cylinderrad, 4 ventiler per cylinder | Dubbla överliggande kamaxlar per cylinderrad, 4 ventiler per cylinder | Dubbla överliggande kamaxlar per cylinderrad, 4 ventiler per cylinder | Dubbla överliggande kamaxlar per cylinderrad, 4 ventiler per cylinder |
| Bränslesystem:             | Bränsleinsprutning                                                    | Bränsleinsprutning                                                    | Bränsleinsprutning                                                    | Bränsleinsprutning                                                    |
| Växellåda:                 | 6-växlad manuell                                                      | 6-växlad manuell                                                      | 6-växlad manuell                                                      | 6-växlad manuell                                                      |
| Hjulupphängning:           | Dubbla längslänkar, skruvfjädrar                                      | Dubbla längslänkar, skruvfjädrar                                      | Dubbla längslänkar, skruvfjädrar                                      | Dubbla längslänkar, skruvfjädrar                                      |
| Chassi & kaross:           | Kolfibermonocoque med kolfiberkaross                                  | Kolfibermonocoque med kolfiberkaross                                  | Kolfibermonocoque med kolfiberkaross                                  | Kolfibermonocoque med kolfiberkaross                                  |
| Hjulbas:                   | 272 cm                                                                | 272 cm                                                                | 272 cm                                                                | 272 cm                                                                |
| Längd x bredd x höjd:      | 429 x 192 x 112 cm                                                    | 437 x 192 x 109 cm                                                    | 437 x 192 x 109 cm                                                    | 493 x 192 x 120 cm                                                    |
| Torrvikt:                  | 1140 kg                                                               | 1060 kg                                                               | 1010 kg                                                               | 915 kg                                                                |
| Acceleration 0 – 100 km/h: | 3,2 s                                                                 | 2,9 s                                                                 |                                                                       |                                                                       |
| Toppfart:                  | 386 km/h                                                              | 362 km/h                                                              |                                                                       |                                                                       |

## Tävlingsresultat

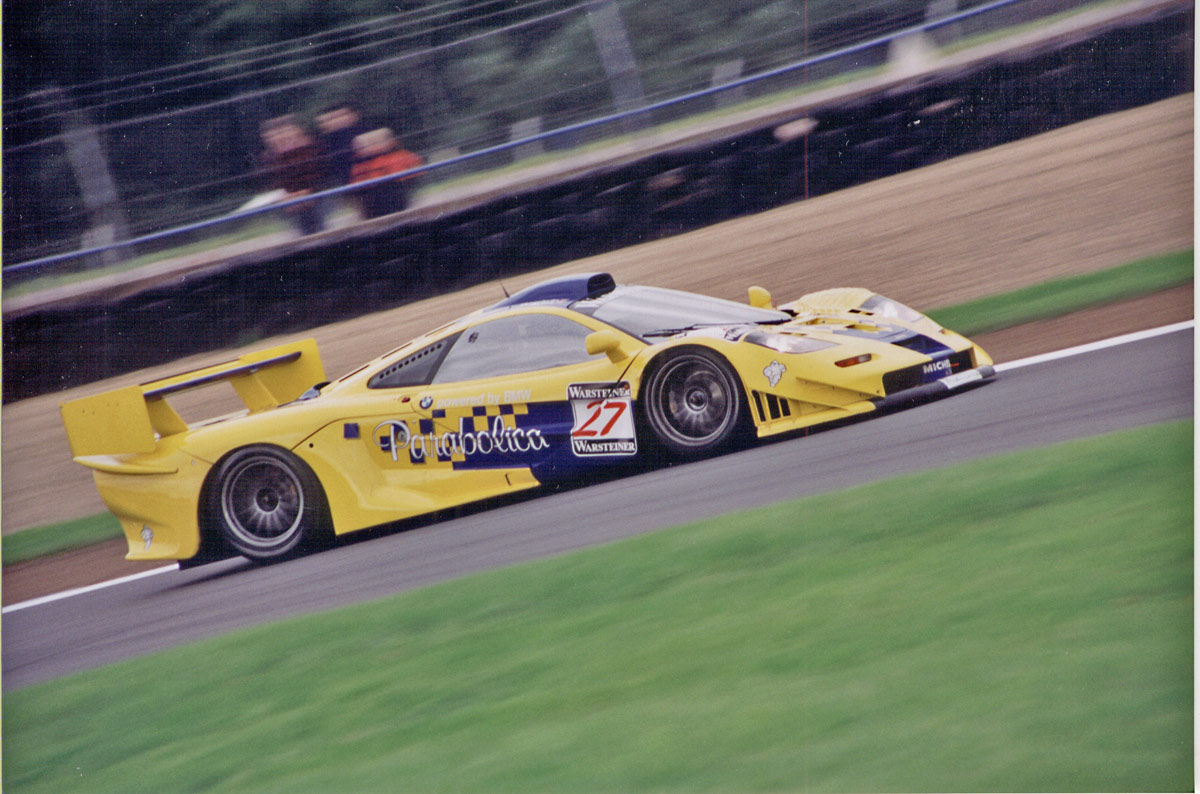
McLaren F1 GTR 1997.

McLaren F1 GTR kom att dominera BPR 1995 och vann 10 av säsongens 12 lopp. John Nielsen och Thomas Bscher tog hem förartiteln och deras team West Compétition vann stallmästerskapet. McLarens största triumf kom dock i Le Mans 24-timmars 1995. Yannick Dalmas, JJ Lehto och Masanori Sekiya vann loppet, med ytterligare tre McLaren F1 GTR på de fem första platserna.
1996 blev ännu ett bra år i BPR. McLaren vann 7 av säsongens 11 lopp. Ray Bellm och James Weaver vann förartiteln, medan deras team Gulf Racing / GTC Motorsport tog hem stallmästerskapet. McLaren dominerade även BRDC, där Ian Flux och Jake Ulrich vann förartiteln. I Japan vann McLaren 4 av 6 lopp i JGTC, där John Nielsen och David Brabham tog förartiteln och Team Lark McLaren GTR vann stallmästerskapet. Något sämre gick det på Le Mans 1996, där bästa McLaren slutade fyra.
Första säsongen i FIA GT 1997 slutade bästa McLaren-förarna JJ Lehto och Steve Soper på andra plats i mästerskapet. Även teamet BMW Motorsport/Schnitzer slutade tvåa. På Le Mans 1997 kom Anders Olofsson, Pierre-Henri Raphanel och Jean-Marc Gounon tvåa och vann därmed GT1-klassen.
1998 vann Tim Sugden och Steve O'Rourke GT1-klassen i BRDC. På Le Mans 1998 slutade Sugden och O'Rourke, tillsammans med Bill Auberlen fyra. Det blev sista framträdandet för McLaren F1 GTR på Le Mans.

## Tillverkning
| Modell | Antal |
| ------ | ----- |
| F1     | 69    |
| F1 GT  | 3     |
| F1 LM  | 6     |
| F1 GTR | 28    |